# فلاكوبولون (ميسينيا)
فلاكوبولون (Βλαχόπουλον) هي مدينة في ميسينيا في مقاطعة كينتريكي إلادا في اليونان.
يبلغ عدد سكانها حوالي 1346 نسمة.